# Liceul Inimilor Frânte
Liceul Inimilor Frante este un serial australian de comedie dramatică, creat pentru Netflix, de Hannah Carroll Chapman. Este o reproducere a  seriei din anul 1994, ecranizată pentru prima dată pe Network Ten.   . Seria urmărește studenții și profesorii de la Hartley High în timp ce descoperă  tensiunile rasiale din Australia, relațiile de dragoste din liceu și tot felul de lucruri ale adolescenților din zilele de azi.  Spectacolul a avut premiera pe data de 14 septembrie 2022.  La o lună după lansare, serialul a fost reînnoit pentru un al doilea sezon. 
Primul sezon a fost primit cu recenzii critice pozitive și a primit 15 nominalizări la premiile AACTA, inclusiv cel mai bun serial dramatic, câștigând șase din aceste premi.

## Povestea
După ce o hartă care detaliază exploatările sexuale ale elevilor din Hartley High este descoperită cu graffiti pe peretele școlii, toți elevii ale căror nume erau pe ea sunt obligați să urmeze un nou curs de educație sexuală numit Sexual Literacy Tutorial (SLT, pronunțat „ sluts ”). „de către elevi). Creatorul hărții, Amerie Wadia (Ayesha Madon), devine o proscrisă socială după ce s-a aflat ca ea a facut asta, dar fosta ei prietena complice la acest lucru Harper McLean (Asher Yasbincek), nu a fost descoperită și problema este că Amerie nu înțele de ce aceasta a a încetat să mai vorbească cu ea în urma nopți tragedii la un festival de muzică la care a participat.

## Distribuție

### Personaje principale
- Ayesha Madon în rolul lui Amerie Wadia, o fată indo-australiană.  James Majoos în rolul lui Darren Rivers, un student non-binar care se împrietenește cu Amerie.  Chloe Hayden în rolul lui Quinn „Quinni” Gallagher-Jones, cea mai bună prietenă lesbiana a lui Darren, care suferă de autism .    Asher Yasbincek ca Harper McLean, o fată punk care a avut o ceartă cu Amerie  Thomas Weatherall în rolul lui Malakai Mitchell, un jucător de baschet bisexual din Bundjalung nou în Hartley.   Will McDonald în rolul lui Douglas „Ca$h” Piggott, un asexual eshay, traficant de droguri și șofer de livrare la mâncare  Joshua Heuston în rolul lui Dustin „Dusty” Reid, un muzician bisexual implicat cu Harper.   Gemma Chua-Tran ca Sasha So, o lesbiană chinezo-australiană.  Bryn Chapman-Parish ca Spencer „Spider” White, clovnul clasei.  Sherry-Lee Watson ca Missy Beckett, o studentă indigenă implicată cu Sasha.  Brodie Townsend ca Anthony „Ant” Vaughn, un student amabil, cu suflet mare.  Chika Ikogwe ca Josephine „Jojo” Obah, profesoară de engleză la Hartley High.  Scott Major în rolul lui Peter Rivers, tatăl lui Darren, care își reia rolul din serialul din 1994 .  Rachel House în rolul principalului Stacy " Woodsy " Woods, directorul școlii de la Hartley High.

### Vedete invitate recurente și notabile
- Isabella Mistry în rolul lui Chaka Cardenes, care își reia rolul de salvadoro-australian din seria 1994 .
- Ben Oxenbould în rolul lui Justin McLean, tatăl lui Harper.
- Justin Smith ca Jim, omul de întreținere.
- Sandy Sharma ca Huma Wadia, mama lui Amerie.
- Tom Wilson, Kye McMaster și Ari McCarthy în rolul lui Chook, Tilla și Jayden, prietenii lui Ca$h.
- Maggie Dence ca Nan, bunica lui Ca$h.
- Stephen Hunter ca antrenorul Arkell.
- Jeremy Lindsay Taylor în rolul lui Kurt Peterson, care își reia rolul din serialul din 1994 .
- Natalie Tran ca Rhea Brown, o autoare locală.

## Episoade
| Nr. | Titlu                | Regizat de                    | Scris de                                 | Data lansării      |
| --- | -------------------- | ----------------------------- | ---------------------------------------- | ------------------ |
| 1   | „Tarfa cu harta”     | Gracie Otto⁠(d)                | Hannah Carroll Chapman                   | 14 septembrie 2022 |
| 2   | „Țâțe renascentiste” | Gracie Otto                   | Matthew Whittet & Hannah Carroll Chapman | 14 septembrie 2022 |
| 3   | „Mipiștopo”          | Neil Sharma                   | Marieke Hardy⁠(d)                         | 14 septembrie 2022 |
| 4   | „Cară-te!”           | Neil Sharma                   | Meyne Wyatt⁠(d)                           | 14 septembrie 2022 |
| 5   | „Bărzoiul gunoier”   | Adam Murfet & Jessie Oldfield | Thomas Wilson-White                      | 14 septembrie 2022 |
| 6   | „Angelina”           | Adam Murfet & Jessie Oldfield | Natesha Somasundaram                     | 14 septembrie 2022 |
| 7   | „Șeriful”            | Gracie Otto                   | Megan Palinkas & Matthew Whittet         | 14 septembrie 2022 |
| 8   | „Trei de Spade”      | Gracie Otto                   | Hannah Carroll Chapman                   | 14 septembrie 2022 |

## Productie
Seria a fost anunțat în decembrie 2020, iar filmările au început în noiembrie 2021.   
Serialul TV a fost filmat în mare parte în suburbiile din Marouba și Matraville  in orasul New South Wales între sfârșitul anului 2021 și începutul lui 2022. 
Un al doilea sezon a fost anunțat o continuare pe data de 19 octombrie 2022.  

## Recepție

### Vizionarea publicului
Heartbreak High a debutat pe locul șase în Top 10 titluri TV în engleză Netflix pentru săptămâna de urmărire 19-25 septembrie 2022, cu 18,25 milioane de ore de vizionare.  În săptămâna următoare, a urcat pe numărul cinci și a strâns 14,88 milioane de ore de vizionare.  Serialul a rămas în top 10 pentru a treia săptămână, situându-se pe locul opt cu 9,48 milioane de ore de vizionare. 

### Răspunsul criticilor
Site-ul web de recenzii Rotten Tomatoes a acordat seriei un rating de aprobare de 100%, cu un rating mediu de 7,3 din 10, bazat pe nouă critici.  Pe site-ul de recenzie IMDb, seria deține un scor mediu de 7,7 din 10, începând cu 15 octombrie 2022.  Spectacolul a primit laude pentru reprezentarea rasială, sexuală, de gen și neurodivergentă, realism față de adolescența modernă, costume și imagini.    A fost, de asemenea, comparată pozitiv cu alte drame populare moderne pentru adolescenți (cu care spectatorii le-au găsit foarte asemănătoare), inclusiv Euphoria, <i id="mwnw">Never Have I Ever</i> și Sex Education . Alex Henderson de la The Conversation a spus că serialul a abordat subiecte serioase precum abuzul de substanțe, discriminarea sau criminalitatea în rândul tinerilor, dar folosește totuși momente comice și evită momentele clișee în timp ce arată greșelile făcute de personaje.  Mitchell Adams de la Sydney Morning Herald a comentat despre reprezentarea autismului, spunând „scene în care Quinni se simte copleșită doar stând într-un autobuz sau fiind la o petrecere în timp ce se forțează să mascheze ceea ce se simte pentru a se potrivi mai bine și a nu supăra oamenii., înfățișează o durere neurodivergentă pe care oamenii o cunosc prea bine”.  Collider a numit serialul drept una dintre cele mai bune emisiuni TV noi din 2022. 

### Laude
| ACORDAT DE                 | AN      | CATEGORIE                                                        | NOMINALIZAT                                       | REZULTAT     |
| -------------------------- | ------- | ---------------------------------------------------------------- | ------------------------------------------------- | ------------ |
| AACTA Awards               | 2022⁠(d) | CEL MAI BUN SERIAL DRAMATIC                                      | Liceul Inimilor Frânte                            | Nominalizare |
| AACTA Awards               | 2022⁠(d) | Cel mai bun actor principal în dramă                             | James Majoos                                      | Nominalizare |
| AACTA Awards               | 2022⁠(d) | Cel mai bun actor în rol secundar în dramă                       | Thomas Weatherall                                 | Câștigat     |
| AACTA Awards               | 2022⁠(d) | Cea mai buna regie in drama sau comedie                          | Gracie Otto                                       | Nominalizare |
| AACTA Awards               | 2022⁠(d) | Cel mai bun scenariu la televiziune                              | Hannah Carroll Chapman (din episodul "Map Bitch") | Câștigat     |
| AACTA Awards               | 2022⁠(d) | Cea mai bună fotografie în televiziune                           | Simon Ozolins (din episodul "Map Bitch")          | Nominalizare |
| AACTA Awards               | 2022⁠(d) | Cel mai bun design de costume în televiziune                     | Rita Carmody (din episodul "Map Bitch")           | Câștigat     |
| AACTA Awards               | 2022⁠(d) | Cel mai bun design de producție în televiziune                   | Marni Kornhauser (din episodul "Map Bitch")       | Nominalizare |
| AACTA Awards               | 2022⁠(d) | Cel mai bun casting                                              | Amanda Mitchell                                   | Nominalizare |
| AACTA Awards               | 2022⁠(d) | Premiul Audience Choice pentru cel mai bun serial de televiziune | Liceul Inimilor Frânte                            | Câștigat     |
| AACTA Awards               | 2022⁠(d) | Premiul Audience Choice pentru cel mai bun actor                 | Bryn Chapman-Parish                               | Câștigat     |
| AACTA Awards               | 2022⁠(d) | Premiul Audience Choice pentru cel mai bun actor                 | Thomas Weatherall                                 | Nominalizare |
| AACTA Awards               | 2022⁠(d) | Premiul Audience Choice pentru cea mai bună actriță              | Chloé Hayden                                      | Câștigat     |
| AACTA Awards               | 2022⁠(d) | Premiul Audience Choice pentru cea mai bună actriță              | Ayesha Madon                                      | Nominalizare |
| AACTA Awards               | 2022⁠(d) | Premiul Audience Choice pentru cea mai bună actriță              | Asher Yasbincek                                   | Nominalizare |
| AACTA International Awards | 2023⁠(d) | Cel mai bun serial dramă                                         | Liceul Inimilor Frânte                            | VA URMA      |
| AACTA International Awards | 2023⁠(d) | Cel mai bun actor într-un serial                                 | Thomas Weatherall                                 | VA URMA      |

## Linkuri externe
- Liceul Inimilor Frânte la Internet Movie Database
- Liceul Inimilor Frânte la Netflix

1. ↑  Kanter, Jake (7 decembrie 2020). „Netflix Reboots Australia's "Iconic" Young Adult Series 'Heartbreak High'”. Deadline. Accesat în 2 octombrie 2022.
2. ↑  Ma, Wenlei (23 noiembrie 2021). „Heartbreak High 2022: Netflix reveals cast, characters and story for reboot”. News.com.au⁠(d). Accesat în 25 noiembrie 2021.
3. ↑  Malas, Rhianna (16 septembrie 2022). „How 'Heartbreak High' Adapts Its Reboot For Modern Audiences”. Collider (în engleză). Accesat în 26 septembrie 2022.
4. ↑  „Heartbreak High: Australian hit renewed for a second season on Netflix”. The Guardian. 21 octombrie 2022.
5. ↑  „Shows A-Z – Heartbreak High (Netflix)”. The Futon Critic⁠(d). 2022. Accesat în 31 august 2022.
6. ↑  Ma, Wenlei (23 noiembrie 2021). „Heartbreak High 2022: Netflix reveals cast, characters and story for reboot”. news.com.au.
7. ↑  „Netflix announces Heartbreak High reboot for 2022: 'We haven't had a teen show like it since'”. The Guardian (în engleză). 6 decembrie 2020. Accesat în 2 octombrie 2022.
8. ↑  Ramachandran, Naman (7 decembrie 2020). „Netflix Sets Reboot of Australian Young Adult Series 'Heartbreak High'”. Variety (în engleză). Accesat în 2 octombrie 2022.
9. ↑  Pullar, Jess (7 octombrie 2022). „This Is Where Netflix's 'Heartbreak High' Reboot Was *Actually* Filmed”. Elle Australia. Accesat în 17 octombrie 2022.
10. ↑  Frater, Patrick (19 octombrie 2022). „Netflix Gives Second Season to Australia's 'Heartbreak High'”. Variety.
11. ↑  „Netflix Global Top 10”. Netflix. 25 septembrie 2022. Arhivat din original la 3 decembrie 2022. Accesat în 3 decembrie 2022.
12. ↑  „Netflix Global Top 10”. Netflix. 2 octombrie 2022. Arhivat din original la 3 decembrie 2022. Accesat în 3 decembrie 2022.
13. ↑  „Netflix Global Top 10”. Netflix. 9 octombrie 2022. Arhivat din original la 3 decembrie 2022. Accesat în 3 decembrie 2022.
14. ↑  „Heartbreak High: Season 1 (2022)”. Rotten Tomatoes. Accesat în 18 septembrie 2022.
15. ↑  „Heartbreak High”. IMDb. Accesat în 15 octombrie 2022.
16. ↑  Couper, Elena (27 septembrie 2022). „The best looks from season one of Heartbreak High”. Vogue Australia. Accesat în 2 octombrie 2022.
17. ↑  Ruben, Emma (3 septembrie 2022). „Heartbreak High is back with First Nations mob in front and behind the camera”. National Indigenous Times. Accesat în 2 octombrie 2022.
18. ↑  Henderson, Alex (26 septembrie 2022). „Heartbreak High is a bright new piece of television”. The New Daily. Accesat în 2 octombrie 2022.
19. ↑  Henderson, Alex. „Teenage misfits, messy emotions and joyous discussions on consent: Heartbreak High is a bright new piece of television”. The Conversation. Accesat în 2 octombrie 2022.
20. ↑  Adams, Mitchell (21 septembrie 2022). „Heartbreak High has the best representation of autism I've ever seen”. The Sydney Morning Herald. Accesat în 2 octombrie 2022.
21. ↑  Kutschker, Eden (13 decembrie 2022). „10 New TV Shows From 2022 To Binge Before The Year Ends”. Collider⁠(d) (în engleză). Accesat în 14 decembrie 2022.